# M-46カタパルト

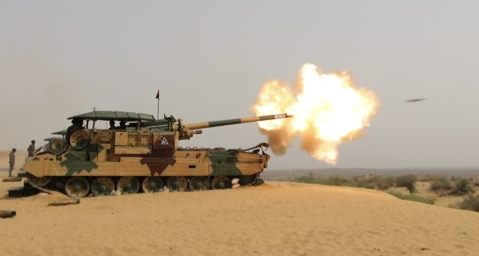
発砲時のM-46カタパルト

M-46カタパルトとは、インド共和国のen:Defence Research and Development Organisation（Drdo、防衛研究開発機関）に所属するCombat Vehicles Research and Development Establishment（戦闘車輛研究開発局）によって開発された自走砲である。イギリスで開発され、のちインドで生産されたヴィジャヤンタ戦車の中古車体に、ロシア製のM-46 130mmカノン砲を搭載したものをベースとしている。

## 概要
本車は砲塔を持たない車輛であり、砲と搭乗員のために開放された作業空間を車体の中央部に有する。ただし操縦手の座席の保護と頭上の防護のため、水平なプレートが天蓋として張られている。
より強力な発砲の荷重に耐え、より長い砲後座量を収めるために、ヴィジャヤンタ戦車の車体は延長され、ボギーホイールの懸架装置が1カ所増やされて7カ所となっている。
本車の発砲の際の安定性に関し、ユニークな油圧式のサスペンション固定装置が開発された。この中型自走砲は榴弾と徹甲弾を発砲でき、最大射程は27kmである。
砲の射界は両側へ水平方向に12度、仰角45度、俯角マイナス2度である。弾頭と装薬は分離されており30発を携行する。
総計170両のM-46カタパルトが生産されたが、新しい4,000輌の155mm自走榴弾砲によって代替される計画があり、任務からは段階的に外されている。